# Narcisso
Narcisso (latino Narcissus; ... – Roma, 193) è stato un atleta romano del II secolo d.C., probabilmente un gladiatore e lottatore.

## Assassinio di Commodo
Storicamente è conosciuto soprattutto come l'assassino dell'imperatore Commodo, presso cui prestava servizio come istruttore nella lotta e come allenatore personale destinato a prepararlo e assecondarlo nelle messe in scena a cui l'imperatore amava indulgere apparendo nell'arena del Colosseo tra le contese gladiatorie. 
Nell'anno 192 d.C. molti senatori romani tra cui Cassio Dione, guidati da Quinto Emilio Leto, prefetto della Guardia pretoriana, coinvolsero Marcia, la concubina preferita di Commodo, affinché assassinasse l'imperatore avvelenandogli il vino.
Il 31 dicembre di quello stesso anno, Marcia avvelenò l'imperatore durante un banchetto.  Si ritiene che Commodo avesse assunto il veleno somministratogli ma sentendosi male e avendo vomitato aveva vanificato l'effetto mortale.
Questo rese necessario l'assoldamento di Narcisso che fu introdotto negli appartamenti di Commodo nella domus Vectiliana che l'imperatore possedeva sul Celio dove aveva spostato la sua residenza.
Il gladiatore, spinto dalla promessa di una ricca ricompensa e dalla rivalsa personale per essere stato inserito in una Lista di proscrizione, uccise quella sera stessa Commodo nei bagni o, secondo la versione di Erodiano, nel suo letto, senza resistenza, forse strangolandolo. 
Nell'anno seguente Narcisso venne giustiziato come assassino dell'imperatore durante la guerra civile.

## Finzione cinematografica
Il personaggio cinematografico di pura fantasia del gladiatore Massimo Decimo Meridio (interpretato da Russell Crowe nel film Il gladiatore) è parzialmente ispirato a Narcisso.